# Cratere Djadek
Djadek è un cratere sulla superficie di Ariel.